# نلسون اولیویرا
نلسون میگل کاسترو اولیویرا (پرتغالی: Nélson Miguel Castro Oliveira؛ زادهٔ ۸ اوت ۱۹۹۱) بازیکن فوتبال اهل پرتغال است.
از باشگاه‌هایی که در آن بازی کرده‌است می‌توان به بنفیکا، ریو آوه، پاسوس ده فریرا، دپورتیوو لاکرونیا، رن، سوانزی سیتی، ناتینگهام فارست، نوریچ سیتی و ردینگ اشاره کرد.
وی برای تیم ملی فوتبال پرتغال ۱۷ بازی انجام داده و ۲ گل به ثمر رسانده‌است. پست تخصصی این بازیکن نیز، مهاجم است.